# Анга (царь)
Анга (санскр. अंग) — в индуистской мифологии царь, потомок Дхрувы. У него была жена по имени Сунита и сын по имени Вена. Впоследствии Анга покинул царство и ушёл в лес. Историю Анги можно найти в Брахма, Бхагавата, Падма и некоторых других пуранах.

## Легенда

### В Падма-пуране
Согласно Падма-пуране, Анга — потомок риши Атри. Однажды царь гулял в саду под названием Нанданаканана. Там он увидел, как нимфы совершают жертвоприношение богу Индре. Анга был впечатлен, и тогда он захотел иметь такого же могущественного сына, как сам Индра. Затем он попросил совета у своего предка Атри, и риши сказал ему медитировать, и поклоняться Вишну. Царь медитировал в пещере на берегу Ганги. Его аскетизм был настолько силен, что ничто не могло его поколебать. Вишну был доволен этим обрядом, и предстал перед королем. Анга попросил иметь такого же великого сына, как Индра. Вишну удовлетворил просьбу, а затем сказал, что король должен найти достойную жену, чтобы позже у короля родился такой сын. Позже Анга женился на Суните, дочери Мритью (в этой книге Мритью отождествляется с Ямой, богом смерти).

### Бхагавата-пурана
Согласно Бхагавата-пуране, до рождения Вены Анга проводил священную церемонию под названием Ашвамедха. Он пригласил богов присутствовать на церемонии, но из богов никого не было. Когда он почувствовал, что боги не желают здесь присутствовать из-за грехов, которые он совершал. Вскоре он провел церемонию для зачатия ребёнка, и было принесено ритуальное блюдо. Его съела Сунита, а вскоре она забеременела. После рождения их сына его назвали Веной.

### Анга и Вена
Согласно Падма-пуране, Вена стал царём, сменив Ангу. Он изучал Веды и был знатоком военного дела. Он правил хорошо, но его мать все ещё беспокоила проклятие мудреца Сусангки, что однажды Вена станет плохим человеком. Однажды в королевстве Вена появился странный человек. Этот человек утверждал, что следует истинной религии, и научил Вену своим убеждениям. Наконец, Вена принял религию этого человека. Он больше не признавал авторитет Вед и запрещал обряды яджны. Анга попытался образумить Вену, но безуспешно. В конце концов, Анга и Сунита решили удалиться в лес, чтобы медитировать.
Распространенная версия гласит, что Вена заразился пороками деда. Отца Суниты звали Мертью, в этой версии он не отождествляется с Ямой, и у него был скверный характер. С детства Вене нравилось проводить время с дедушкой, так что плохие качества деда перешли к нему. Анга пытался воспитать в сыне хороший характер, но все его усилия были тщетны. В конце концов, от большого разочарования, Анга решил перестать быть царём и ушёл в лес. Дальнейшая его судьба неизвестна. После ухода Анги королем был назначен Вена. Он приносит страдания своему народу. В конце концов Вена был убит мудрецами, а трон унаследовал его порождение — Притху. Его правительство дало мир всему народу.

## Другие версии родословной Притху
Другой вариант легенды, изложенный в пуранах, вместо Анги и Вены делает Притху сыном Анены из Солнечной династии. Анена является сыном Пуранджаи.

Согласно Рамаяне Притху — сын Анараньи и внук Баны (или Балы) — сына Викукши.